# Matthew Locke
Matthew Locke (waarschijnlijk Devon, 1621 of 1622 — Londen, augustus 1677) was een Brits componist uit de Barok en klavecimbelspeler. Hij werkte mee aan de allereerste Engelse opera's en oefende sterke invloed op Purcell uit. Zijn naam wordt soms als Lock gespeld.

## Levensloop

### Jonge jaren
Locke begon zijn muzikale carrière als koorjongen in de kathedraal van Exeter, waar hij ook tot organist werd opgeleid. Zijn leermeester was Edward Gibbons, broer van Orlando Gibbons; Orlando Gibbons' zoon, Christopher Gibbons, leerde hij er eveneens kennen, en met hem zou hij later nog vaak samenwerken. Hij kraste zijn naam in het orgel van de kathedraal.
Tijdens de Burgeroorlog moet hij de toekomstige koning Charles II hebben leren kennen, en vermoedelijk was het in dienst van deze prins dat hij naar Nederland trok, waar hij enkele liederen componeerde. Locke zou uitgroeien tot een van koning Charles' favorieten. In 1653 componeerde hij samen met Christopher Gibbons de masque Cupid and Death, ter verwelkoming van de ambassadeur van Portugal. Dit werk, op een libretto van James Shirley, is bewaard gebleven, maar het werk dat algemeen als de eerste Engelse opera beschouwd wordt, The Siege of Rhodes, uit 1656, is volledig verloren gegaan. Locke werkte hiervoor samen met enkele andere componisten, onder wie Henry Cooke, en de tekst was van Sir William Davenant; hij heeft er ook zelf in gezongen, maar niets van de hele partituur is overgeleverd. Een goede kandidaat voor de oudste nog bestaande Engelse opera is bijgevolg The Tempest uit 1674, op een libretto van Thomas Shadwell: ook dit was een samenwerkingsverband (onder andere John Banister schreef een paar liederen, Pelham Humfrey droeg twee masques bij), maar de samenhang tussen de delen, de zogenaamde 'incidental music', was geheel van de hand van Locke. Memorabel in dit werk is een bepaalde Curtain Tune, waarin Locke een tempeest nabootst: hier ziet men een van de eerste aanduidingen van het crescendo.
Tijdens het Protectoraat onder Cromwell was het politieke klimaat zeer ongunstig voor componisten van wereldlijke muziek; voor Locke was het nog erger omdat hij zich tot het katholicisme had bekeerd. Locke hield zich gedeisd en werd goed bevriend met de vader en oom van Henry Purcell: de jonge Purcell heeft hem vrijwel zeker goed gekend. De belangrijke uitgever John Playford behoorde eveneens tot zijn vrienden. Hij moet medio jaren 1650 met ene juffrouw Garnons uit Herefordshire getrouwd zijn.

### Latere carrière
Lockes carrière kwam volop op gang met de Restauratie in 1660: koning Charles, die een grote voorliefde voor strijkmuziek had, benoemde hem tot componist voor de nieuw opgerichte strijkkapel en zijn persoonlijke hofcomponist. Tevens viel Locke de eer te beurt de kroningsmuziek te componeren, waarvan het instrumentale deel nog bewaard is als Musick ffor His Majesty's Sagbutts and Cornetts. Dit is blaasmuziek. Daarnaast werd hij organist voor de koningin, Catharina van Braganza, waar hij concurrentie van Giovanni Battista Draghi ondervond. Het is niet onwaarschijnlijk dat de katholieke sympathieën van de koning in grote mate tot diens gunstige houding ten opzichte van Locke bijdroegen. Dit wekte echter veel wrevel bij andere componisten op; het nepotisme onder de anti-Locke-lobby heeft vermoedelijk ook verhinderd dat hem ooit een doctorsgraad in de muziek werd toegekend.

## Lockes werk
De vroege werken van Locke stonden nog algeheel in de oeroude traditie van de fantasia voor vedels, zoals Lawes, Gibbons en Coprario die mede hadden vormgegeven. De nieuwe koning was echter geenszins geïnteresseerd in deze antieke contrapuntische stijl; Charles II had een grote voorliefde voor continentale, ritmische dansmuziek, en Locke speelde weliswaar graag op de noden van de koning in, maar werd geleidelijk aan steeds nijdiger toen het hof buitenlandse componisten begon aan te trekken. Locke beschouwde het als zijn taak de Engelse muziek te verdedigen, wat hij doorgaans met veel pretentie placht te doen. Hij was zich maar al te goed bewust van het feit dat hij de beste van het land was, en stak het nooit onder stoelen of banken. Toen hij herhaaldelijk werd aangevallen door rivalen, onder wie John Birchensha, reageerde hij zeer venijnig: zijn karakter was blijkbaar opvliegend. Dat de koning iemand als Louis Grabu begunstigde (een obscure en middelmatige figuur, componist van Albion and Albanius, over wie John Dryden echter zeer enthousiast was), moet hem bijzonder geïrriteerd hebben. Locke vertoonde nog veel invloeden van de masque en was in het algemeen iets 'zwaarder' dan de koning prefereerde.
Naast instrumentale en theatermuziek componeerde Locke ook anthems: deze zijn eenvoudig en relatief toegankelijk en bevatten vaak verrassende effecten. De anthems van Locke hebben vooral op John Blow invloed uitgeoefend.
In zijn tijd was Locke, ofschoon door veel collega-componisten met afgunst bekeken, een zeer populair man; Samuel Pepys prijst zijn muziek geregeld. Als verdediger van de Engelse muziek was hij zeker op zijn plaats: Purcell, die hem als hofcomponist opvolgde, componeerde een treurzang voor hem en is, althans in zijn vroege periode, aan hem schatplichtig. In latere eeuwen is zijn oeuvre enigszins vergeten, maar het genoot in de twintigste eeuw een hernieuwde belangstelling. Het belang van Locke voor de Engelse barokmuziek wordt zodoende weer onderkend.

## Composities

### Werken voor orkest
- 1661 Processional march for the coronation of Charles II
- 1673 Psyche vocale symfonie - tekst: Thomas Shadwell
- Consorts of Fower Parts
  1. Suite Nr. 1 d-klein
    1. Fant
    2. Courante
    3. Ayre
    4. Saraband

  2. Suite Nr. 2 d-klein/D-groot
    1. Fant
    2. Courante
    3. Ayre
    4. Saraband

  3. Duo Nr. 1 C-groot
  4. Suite Nr. 3 F-groot
    1. Fant
    2. Courante
    3. Ayre
    4. Saraband

  5. Suite Nr. 4 F-groot
    1. Fant
    2. Courante
    3. Ayre
    4. Saraband

  6. Duo Nr. 2 D-groot
  7. Suite Nr. 5 g-klein
    1. Fant
    2. Courante
    3. Ayre
    4. Saraband

  8. Suite Nr. 6 G-groot
    1. Fant
    2. Courante
    3. Ayre
    4. Saraband
- Music for His Majestys Sagbutts and Cornetts
  1. Pavan-Almand A 6
  2. Suite d-klein
    1. Almand
    2. Corant
    3. Almand
    4. Saraband

  3. Suite F-groot
    1. Almand
    2. Corant
    3. Almand
    4. Saraband

  4. Pavan-Almand A 6 (Reprise)
- Musick's Handmaide: Symphony
- Pavan in six parts
- Saraband in six parts
- The Little Consort: Suite Nr. 1 g-klein
- The Little Consort: Suite Nr. 2 C-groot
- Voluntary F-groot

### Muziektheater

#### Opera's
| Voltooid in | titel | aktes   | première                             | libretto                                                 |
| ----------- | --- | ------- | ------------------------------------ | -------------------------------------------------------- |
| 1653        | Cupid and Death, met bijgevoegd materiaal van Christopher Gibbons (1615-1676) |         |                                      | James Shirley                                            |
| 1667        | The Tempest, semi-opera - 1. Introduction 2. Galliard 3. Gavot 4. Saraband 5. Lilk 6. Curtain Tune 7. First Act Tune: Rustik Air 8. The Second Act Tune: Minoit 9. The Third Act Tune: Corant 10. The Fourth Act Tune: A Martial Jigge 11. The Conclusion: A Canon 4 in 2 |         | 1674, Londen                         | William Davenant en John Dryden naar William Shakespeare |
| 1673        | The Empress of Morocco | 4 aktes |                                      | Elkanah Settle                                           |
| 1675        | Psyche, tragische semi-opera | 5 aktes | 9 maart 1675, Londen, Dorset Gardens | Thomas Shadwell                                          |
|             | The Siege of Rhodes |         |                                      | William Davenant                                         |

#### Toneelmuziek
- 1673 Melothesia
  1. Seven Voluntaries "For the organ"
    1. Voluntary Nr. 62 a-klein
    2. Voluntary Nr. 63 F-groot
    3. Voluntary Nr. 64 a-klein
    4. Voluntary Nr. 65 d-klein
    5. Voluntary Nr. 66 G-groot
    6. Voluntary Nr. 67 a-klein
    7. Voluntary Nr. 68 d-klein (voor twee orgels)

  2. Suite Nr. 4 in D-groot
    1. Prelude
    2. Almain
    3. Corant
    4. Saraband
    5. Rant

  3. Cembalosuite C-groot

### Werken voor orgel
- Voluntary in a-klein

### Anthems
- Audi, Domine, clamantes ad te
- Be thou exalted Lord
- Break, distracted heart
- Curtain Tune C-groot
- Descende caelo cincta sosoribus "The Oxford Ode"
- How doth the city sit solitary
- Jesu auctor clementie
- Lord, let me know my end
- O be joyful in the Lord, all ye lands
- Super flumina Babylonis

### Vocale muziek met instrumenten
- The delights of the bottle voor hoge stem en luit

### Kamermuziek
- 1652 Duo's voor twee basviolen
  1. C-groot
  2. c-klein
- Canon voor zes stemmen
- Consort Of Two Parts (For Several Friends)
  1. Suite Nr. 6 a-moll
- Courante - Sarabande voor luit
- Fantazie / Suite in A voor fluit en klavecimbel
- Masques
  1. Simphonia
  2. Suite No.1 in g-klein/G-groot
    1. Fantazie
    2. Pavan
    3. Ayre
    4. Courante
    5. Saraband
    6. Jigg
    7. Ayre
    8. Courante
    9. Saraband

  3. Suite No.2 in Bes-groot
    1. Fantazie
    2. Pavan
    3. Ayre
    4. Courante
    5. Saraband
    6. Jigg

  4. Gallarde Faraboscho
  5. Suite No.3 in d-klein/D-groot
    1. Fantazie
    2. Pavan
    3. Ayre
    4. Courante
    5. Ayre
    6. Courante
    7. Saraband

  6. Suite No.4 in e-klein
    1. Pavan
    2. Almand
    3. Courante
    4. Ayre
    5. Saraband
    6. Jigg

  7. La Pertenisse
  8. Suite No.5 in F-groot
    1. Fantazie
    2. Pavan
    3. Ayre
    4. Courante
    5. Almande
    6. Saraband
    7. Jigg: Conclude Thus

  9. Suite No.6 in a-klein/A-groot
    1. Pavan
    2. Ayre
    3. (Cournate)
    4. Fantazie
    5. Ayre
    6. Courante
    7. Jigg: Conclude Thus
    8. Almande Maschera

  10. Suite No.7 in c-klein/C-groot
    1. Fantazie
    2. Pavan
    3. Ayre
    4. Courante
    5. Saraband
    6. Ayre
    7. Courante
    8. Saraband

  11. Suite No.8 in d-klein
    1. Pavan
    2. Ayre
    3. Courante
    4. Saraband
    5. Modulatio
- Suite Nr. 4 e-moll voor blokfluitkwartet
- Suite in C voor klavecimbel
- Suite in D-groot voor klavecimbel
  1. Prelude
  2. Almain
  3. Corant
  4. Saraband
  5. Jig
- Suite in C voor Luit
- Suite in C voor twee viola da gamba's
- The Broken Consort - Part 1 voor fluit, viool, viola da gamba, basgitaar
  1. Suite Nr. 1 g-klein
  2. Suite Nr. 2 G-groot
  3. Suite Nr. 3 C-groot
    1. Fantazie
    2. Courant
    3. Ayre
    4. Saraband

  4. Suite Nr. 4 C-groot
    1. Preludio - Prestissimo
    2. Sarabanda - Adagio
    3. Gavotta con divisiono

  5. Suite Nr. 5 d-klein
  6. Suite Nr. 6 D-groot
    1. Fantazie
    2. Courant
    3. Ayre
    4. Saraband
- The Broken Consort - Part 2 voor fluit, viool, viola da gamba, basgitaar
  1. Suite Nr. 5 e-klein
- The Flat Consort For My Cousin Kemble
  1. Suite Nr. 1 c-klein